# Белламанн, Генри
Генрих Хауэр Белламанн (англ. Heinrich Hauer Bellamann) (28 апреля 1882 — 16 июня 1945) или Генри Белламанн (англ. Henry Bellamann) — американский писатель, поэт и сценарист.

## Биография
Генри Белламанн родился 28 апреля 1882 года в городе Фултон, штат Миссури. Изучал музыку. Преподавал и занимал административные должности в различных высших учебных заведениях, таких как Джульярдская школа и Колледж Вассара.
Умер 16 июня 1945 года в Нью-Йорке от сердечного приступа.

## Произведения

### Поэзия
Во время преподавательской деятельности писал стихи, выпустив три сборника:
- 1920 — A Music Teacher’s Notebook;
- 1923 — Cups of Illusion;
- 1928 — The Upward Pass;

Хотя поэзия Белламанна менее известна, чем проза, Дэвид Перкинс внёс его в свою книгу «История современной поэзии» (1976), отнеся его стиль к имажизму.

### Проза
Белламанн наиболее известен своим романом «Kings Row» (1940), по которому в 1942 году был снят одноименный фильм с участием Р. Рейгана. До «Kings Row» выпустил романы «Crescendo» (1928), «The Richest Woman in Town» (1932), «The Gray Man Walks» (1936) и другие.

## Семья
С 1907 года был женат на Кэтрин Джонс Белламанн (англ. Katherine Jones Bellamann). Кэтрин, сама являясь писательницей и поэтессой, в 1948 году закончила недописанное мужем продолжение «Kings Row» — «Parris Mitchell of Kings Row». Умерла в 1956 году. Детей у них не было.

## Память
В память о Генри Белламанне была учреждена премия его имени.